# Fast Food Nation (film)
Fast Food Nation è un film del 2006 diretto da Richard Linklater, ispirato all'omonimo best seller di Eric Schlosser.
Il film è un ritratto del lato oscuro delle catene di fast food statunitensi, raccontato attraverso le vicende che ruotano attorno all'immaginaria catena Mickey's. A differenza del documentario Super Size Me, diretto e interpretato nel 2004 da Morgan Spurlock, Linklater realizza un film di fiction in cui incrocia le vite di numerosi personaggi che ruotano attorno all'industria della macellazione bovina.
Fra gli interpreti, Patricia Arquette, Greg Kinnear, Ethan Hawke e Avril Lavigne. Bruce Willis si esibisce in un cameo.
È stato presentato in concorso al Festival di Cannes 2006, dove Linklater ha presentato anche A Scanner Darkly - Un oscuro scrutare nella sezione Un Certain Regard.

## Trama
Il direttore marketing della Mickey's Food Restaurants (una catena di fast food) si trova a dover lasciare il suo comodo ufficio in California per raggiungere il luogo dove si trova l'industria che macella le bestie e produce gli hamburger che fanno la fortuna della sua impresa commerciale. Alcune inchieste hanno infatti evidenziato come la carne non sia igienicamente a norma. Nello stabilimento di macellazione lavorano numerosi immigrati messicani giunti negli States illegalmente. Il film segue le loro vicende, quelle del manager e dello staff di un fast food della catena.
Richard Linklater si è ispirato al libro-inchiesta omonimo scritto da Eric Schlosser. Invece di trasformarlo in un documentario ha deciso di trarne una fiction con numerosi attori importanti. Dopo SuperSize Me parte un altro attacco contro le catene di fast food. Se queste si giustificano dicendo che è grazie a loro che i meno abbienti possono nutrirsi di carne a un prezzo contenuto, Linklater non è dello stesso avviso. Decide di dirlo seguendo un doppio binario. Segue il percorso della carne animale mostrando l'immacolata asetticità degli spazi in cui la si macella ma anche la scelta di parti di scarto finalizzate alla produzione degli hamburger. Ma segue anche, e questo rafforza la denuncia, la strada che la 'carne' umana (i lavoratori clandestini) si trova costretta a percorrere tra umiliazioni, rischi fisici e necessità per le donne di piegarsi ai voleri dei supervisori che possono decidere del loro futuro.